# Baba Hamadou
Baba Hamadou, né le 30 décembre 1948 à Ngaoundéré, est un enseignant et homme politique camerounais. Il est ministre du tourisme de 2004 à 2011.

## Biographie
Baba Hamadou né le 30 décembre 1948 à Ngaoundéré Il a fait ses études primaires à l’école primaire de Mabanga dans la région de l'Adamaoua, où il obtient le CEPE en 1962. Ses études secondaires se déroulent au collège de Maznod à Ngaoundéré, où il obtient le baccalauréat série A4 en 1972. De 1974 à 1976 il poursuit ses études à la Faculté des Lettres et sciences Humaines ainsi qu’à l’ENS de l’université de Yaoundé. Titulaire d'une licence d'histoire en 1975, il obtient le CAPES en 1976.

### Carrière
Il entame sa carrière en tant que professeur d’histoire et de géographie au CES de Garoua. De 1976 à 1978, il occupe le poste de censeur au lycée classique de Ngaoundéré. De 1978 à 1981, il est délégué provincial adjoint de l’éducation nationale pour l’ancienne région du Nord. Il assure le poste de proviseur du lycée classique de Ngaoundéré de 1981 à 1987. Le 31 août 1989 jusqu'à l'année 1993, il assume les fonctions de conseiller technique no 2 au ministre de l’éducation nationale.  
Le 8 décembre 2004, il est nommé ministre du tourisme.